# فيكتور بوريسوف
فيكتور فاسيليفيتش بوريسوف (مواليد 31 أكتوبر 1937) (بالروسية: Виктор Васильевич Борисов) هو عالم فيزياء ورياضيات روسي، ساهم في نظرية حركة الأمواج، لا سيما في المجال الزمني الكهرومغناطيسية (time domain electromagnetics) والموجات المحلية (localized waves).

## مسيرته
في ظل توجيهاته، تم تطوير نهج فلاديمير سميرنوف لحل مشكلة قيمة الحد الأولي إلى المعادلات التفاضلية الجزئية الزائدية (hyperbolic partial differential equations) (على وجه الخصوص المعادلة الموجية) في تقنية مخطط المثلث الزماني (STTD).
تم تلخيص نتائج فيكتور بوريسوف وأفكاره في ثلاث دراسات أعدّتها جامعة لينينغراد الحكومية (جامعة سانت بطرسبرغ الحكومية).